# Benjamin Esdraffo
Benjamin Esdraffo, né le 1er septembre 1972, est un compositeur et critique de cinéma français.

## Éléments biographiques
Au début des années 1990, Esdraffo poursuit des études de cinéma à l'Université Sorbonne-Nouvelle, où il termine sa Maîtrise en 1994 avec un mémoire sur Jean-Claude Biette, sous la direction de Jean-Louis Leutrat,. À partir de 1997, il contribue comme critique à la revue Trafic, dirigée par Biette, avec un texte sur Robert Rossen, puis principalement à La Lettre du cinéma, jeune revue à laquelle participent Serge Bozon ou Axelle Ropert, et où Esdraffo écrit sur le cinéma contemporain français (Vincent Dieutre, Jean Paul Civeyrac, Pierre Léon) et international (Manoel de Oliveira, Frederick Wiseman, Kiyoshi Kurosawa). En 2001, il rejoint la rédaction des Cahiers du cinéma, alors dirigés par Charles Tesson, et y signe près d'une trentaine d'articles sur d'autres auteurs français (Paul Vecchiali, Yolande Zauberman) et classiques (Alfred Hitchcock, Joseph L. Mankiewicz). Il quitte la revue en 2003, après la mort de Biette et la sortie de son film Saltimbank.
En parallèle à son activité de critique, Esdraffo travaille sur les premiers films des auteurs de La Lettre du cinéma. Il assiste Serge Bozon en 1998 sur L'Amitié, puis en 2002 sur Mods, où il apparaît également en tant qu'acteur. S'éloignant de la critique, il réalise en 2003 son seul film, le moyen métrage Le Cou de Clarisse avec Jean-Christophe Bouvet, puis assiste encore Axelle Ropert en 2005 sur son moyen métrage Étoile violette. À partir du milieu des années 2000, il commence à se consacrer à la musique, accompagnant la chanteuse Barbara Carlotti et participant à plusieurs groupes dont Fugu, avec Mehdi Zannad. Esdraffo compose ensuite des musiques de films pour Bozon (La France, 2007 ; Madame Hyde, 2017), Ropert (Tirez la langue, mademoiselle, 2013 ; La Prunelle de mes yeux, 2016), mais aussi Adolfo Arrieta (Belle Dormant, 2016) ou Whit Stillman (Love and Friendship, 2016).

## Filmographie

### Assistant
- 1998 : L'Amitié de Serge Bozon
- 2003 : Mods de Serge Bozon
- 2005 : Étoile violette d'Axelle Ropert

### Réalisateur
- 2003 : Le Cou de Clarisse

### Compositeur
- 2007 : La France de Serge Bozon
- 2009 : L'Idiot de Pierre Léon
- 2011 : L'Imprésario de Serge Bozon
- 2013 : Tirez la langue, mademoiselle d'Axelle Ropert
- 2013 : Jaurès de Vincent Dieutre
- 2014 : Truffaut au présent d'Axelle Ropert (courts métrages)
- 2016 : Love and Friendship de Whit Stillman
- 2016 : La Prunelle de mes yeux d'Axelle Ropert
- 2016 : Belle Dormant d'Adolfo Arrieta
- 2017 : Madame Hyde de Serge Bozon
- 2017 : Simon et Théodore de Mikael Buch
- 2019 : Alice et le Maire de Nicolas Pariser
- 2020 : Mes chers espions de Vladimir Léon
- 2022 : Le Parfum vert de Nicolas Pariser
- 2022 : Le Torrent d'Anne Le Ny
- 2024 : Trois Amies d'Emmanuel Mouret